# Іванівська сільська рада (Славутський район)
Іва́нівська сільська́ ра́да — адміністративно-територіальна одиниця та орган місцевого самоврядування у Славутському районі Хмельницької області. Адміністративний центр — село Іванівка.

## Загальні відомості
Іванівська сільська рада утворена в 1948 році.
- Територія ради: 23,42 км²
- Населення ради: 793 особи (станом на 2001 рік)

## Населені пункти
Сільській раді підпорядковані населені пункти:
- с. Іванівка
- с. Пузирки

## Склад ради
Рада складається з 12 депутатів та голови.
- Голова ради: Хавронюк Борис Петрович
- Секретар ради: Одуха Наталія Володимирівна

### Керівний склад попередніх скликань
| Прізвище, ім'я, по батькові | Основні відомості                                                                     | Дата обрання | Дата звільнення |
| --------------------------- | ------------------------------------------------------------------------------------- | ------------ | --------------- |
| Хавронюк Борис Петрович     | Сільський голова, 1964 року народження, освіта незакінчена вища, безпартійний         | 26.03.2006   | 31.10.2010      |
| Хавронюк Борис Петрович     | Сільський голова, 1964 року народження, освіта незакінчена вища, член Народної партії | 31.10.2010   |                 |

Примітка: таблиця складена за даними сайту Верховної Ради України

### Депутати
За результатами місцевих виборів 2010 року депутатами ради стали:

#### За суб'єктами висування
| Суб'єкт висування | Кількість обраних депутатів | %    |
| ----------------- | --------------------------- | ---- |
| Самовисування     | 8                           | 66,7 |
| Народна партія    | 2                           | 16,7 |
| Партія регіонів   | 2                           | 16,7 |

#### За округами
| № округу        | Прізвище, ім'я, по батькові    | Дата визнання обраним | Освіта             | Партійна приналежність | Відомості про обраного депутата          |
| --------------- | ------------------------------ | --------------------- | ------------------ | ---------------------- | ---------------------------------------- |
| Народна Партія  |                                |                       |                    |                        |                                          |
| 7               | Тимчук Віталій Миколайович     | 01.11.2010            | вища               | член Народної партії   | Славутська ДСД, агроном                  |
| 10              | Войтюк Світлана Василівна      | 01.11.2010            | незакінчена вища   | член Народної партії   | Іванівська сільська рада, бухгалтер      |
| Партія регіонів |                                |                       |                    |                        |                                          |
| 5               | Одуха Наталія Володимирівна    | 01.11.2010            | середня спеціальна | член Партії регіонів   | Іванівська сільська рада, секретар       |
| 9               | Тимчук Михайло Євгенович       | 01.11.2010            | середня спеціальна | член Партії регіонів   | Славутська ДСД, агроном                  |
| Самовисування   |                                |                       |                    |                        |                                          |
| 1               | Яськов Сергій Васильович       | 01.11.2010            | вища               | позапартійний          | приватний підприємець                    |
| 2               | Ситняк Віра Мифодіївна         | 01.11.2010            | середня спеціальна | позапартійна           | дитячий садок с. Іванівка, завідувачка   |
| 3               | Ліскова Наталія Василівна      | 01.11.2010            | середня спеціальна | позапартійна           | Управління праці, соціальний працівник   |
| 4               | Ковальчук Петро Тарасович      | 01.11.2010            | середня            | позапартійний          | ТОВ «Зоря Полісся 2000», комірник        |
| 6               | Герасимчук Світлана Михайлівна | 01.11.2010            | середня            | позапартійна           | Іванівське відділення зв'язку, листоноша |
| 8               | Одуха Микола Петрович          | 01.11.2010            | вища               | позапартійний          | пенсіонер                                |
| 11              | Проценко Людмила Лук'янівна    | 01.11.2010            | середня            | позапартійна           | пенсіонер                                |
| 12              | Ющук Олександр Васильович      | 01.11.2010            | середня            | позапартійний          | пенсіонер                                |

## Господарська діяльність
Основним видом господарської діяльності сільської ради є сільськогосподарське виробництво.

## Населення
Згідно з переписом УРСР 1989 року чисельність наявного населення сільської ради становила 2276 осіб, з яких 1030 чоловіків та 1246 жінок.
За переписом населення України 2001 року в сільській раді мешкали 793 особи.

### Мова
Розподіл населення за рідною мовою за даними перепису 2001 року:
| Мова       | Відсоток |
| ---------- | -------- |
| українська | 99,75 %  |
| російська  | 0,25 %   |